# Alice Sabatini
Pour les articles homonymes, voir Sabatini.
Alice Sabatini, née le 12 octobre 1996 à Montalto di Castro, est une joueuse de basket-ball italienne élue successivement Miss Tisanoreica, puis Miss Italie 2015.

## Biographie
Originaire de la province de Viterbo, à Montalto di Castro, dans le Latium, elle naît en 1996.
Elle joue dans l'équipe Santa Marinella Basket (it) évoluant dans la Série A2 italienne (it) et étudie la chimie et la technologie pharmaceutique.
Élue le 20 septembre 2015, Alice Sabatini est la 76e Miss Italie.